# 机械工程学报
《机械工程学报》（Chinese Journal of Mechanical Engineering）创刊于1953年，现为半月刊，由中国科学技术协会主管、中国机械工程学会主办，是中国机械工程领域的顶级学术刊物。